# Opland

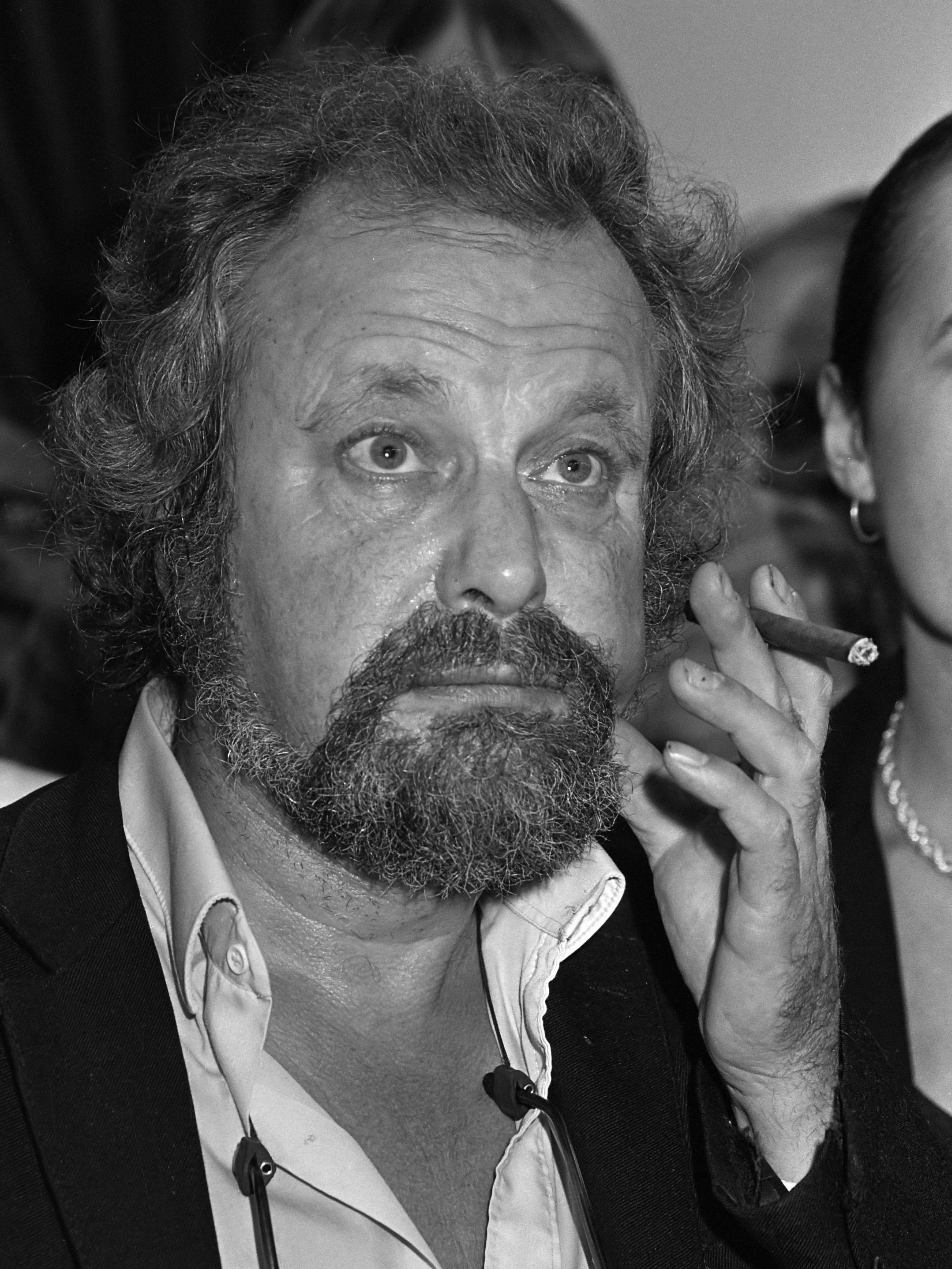
Opland (1981)

Opland is het pseudoniem van de politieke cartoonist Robert (Rob) Wout (Amsterdam, 18 juli 1928 – aldaar, 19 juli 2001). Hij was onder andere werkzaam voor de Volkskrant en de Groene Amsterdammer. Zijn bekendste cartoon, 'kernwapens de wereld uit', verkreeg ook buiten Nederland bekendheid.

## Leven en werk
Rob Wout werd op 18 juli 1928 geboren in Amsterdam. Hij kwam uit een Hersteld Evangelisch Luthers gezin. Tijdens zijn jeugd was hij al actief als tekenaar, onder andere voor de schoolkrant. Na de HBS begon hij een studie politicologie aan de Universiteit van Amsterdam. Om zijn studie te bekostigen werkte hij bij Vrij Nederland, waar Ed Hoornik hem had aanbevolen voor het verrichten van diverse klusjes. Ondertussen tekende hij voor diverse bladen, waaronder het Parool, en de Vlam, socialistisch weekblad voor vrijheid en cultuur, en soms ook in Vrij Nederland. In een interview uit 1973 gaf hij aan dat hij bij Vrij Nederland "nooit een poot aan de grond heeft gekregen". Hij nam het pseudoniem "Opland" aan, samengesteld uit de achternamen van twee schoolvrienden, van Opzeeland en Op 't Land.
Nadat hij zijn studie had afgebroken ging hij fulltime werken als tekenaar/cartoonist. Hij begon in 1947 als politiek tekenaar voor de Groene Amsterdammer.
Door de toenmalige hoofdredacteur van de Volkskrant, Joop Lücker, werd hij aangenomen bij de Volkskrant. Op 26 juni 1948 verscheen daar zijn eerste tekening, aanvankelijk onder het pseudoniem Tobias, maar al spoedig als Opland. De Volkskrant, met tot 1965 de ondertitel Katholiek dagblad voor Nederland, bevond zich in deze tijd nog aan de rechterkant van het Nederlandse politieke spectrum. Opland twijfelde in eerste instantie of hij, als niet-katholiek en tekenaar voor bladen als de Groene en de Vlam, daar wel zou passen. Lücker weigerde wel eens een tekening, maar uiteindelijk zou hij tot aan zijn dood voor de Volkskrant en de Groene Amsterdammer blijven werken.
Naast zijn werk voor de Groene en de Volkskrant werd door Opland meer werk getekend. In Het Parool illustreerde hij de pagina van Jeanne Roos, hij maakte reclametekeningen, versierde grote wanden, zoals op de Expo 58 in Brussel, in Stedelijk Museum Schiedam en de wereldtentoonstelling van 1967 in Montreal. Ook tekende hij een groot aantal affiches voor diverse actiegroepen.
Het bekendst werd zijn tekening voor het "Komitee Kruisraketten Nee" waar hij een vrouw afbeeldde die een (kruis)raket een schop geeft. De tekening werd veel gedragen tijdens de demonstraties in Amsterdam en Den Haag tegen de geplande plaatsing van kruisraketten in Nederland.
Buiten Nederland werd deze tekening ook zeer bekend. Zo bekend dat de Vredesbeweging in Europa, Australië en Japan de tekening ging gebruiken.
Van 1974 tot 1977 was hij bezig met het kunstwerk Kranten en letters dat te zien is in metrostation Wibautstraat in Amsterdam.
In zijn persoonlijke leven stond hij bekend als een vrolijk, enthousiast mens. Hij was op feestjes regelmatig het middelpunt van de belangstelling met verhalen en anekdotes. Hij was een groot operaliefhebber en kende verschillende operaliederen uit zijn hoofd, die hij soms als hij zijn tekening 's avonds op de redactie van de Volkskrant bracht, ten gehore bracht.

## Stijl
In zijn tekeningen gaf Opland commentaar over gebeurtenissen in de politiek. Zijn tekeningen spraken behoorlijk aan, bij het publiek maar ook bij de bespotte politici zelf. Het kenmerk van zijn tekeningen was het gebruik van een drukke, barokke, stijl. Hij was geïnspireerd door de tekeningen van David Low in de Londense Evening Standard. Er staan vaak veel personen afgebeeld, en er is veel te zien. Willem Drees beeldde hij af als een man met een volkomen vierkant hoofd; Joseph Luns en Charles de Gaulle werden getekend met grote neuzen; Konrad Adenauer met een volkomen zeshoekig hoofd; Ruud Lubbers kreeg bij Opland een neus die gaandeweg steeds meer op een penis in erectie ging lijken, Dries van Agt kreeg bij hem een neus als een kraaiensnavel, Harm van Riel kreeg een rond mondje waar precies een sigaar in paste, Hans Wiegel had een druppel aan zijn neus.
Zijn inspiratie vond hij voor een deel uit taferelen van de Nederlandse geschiedenis, zoals de Tachtigjarige Oorlog en typische Nederlandse omgevingen, zoals Amsterdam en winterlandschappen in polders.
Waar de tekeningen voor de Volkskrant nogal uitbundig waren, waren die voor de Groene Amsterdammer juist rustiger.

## Invloed

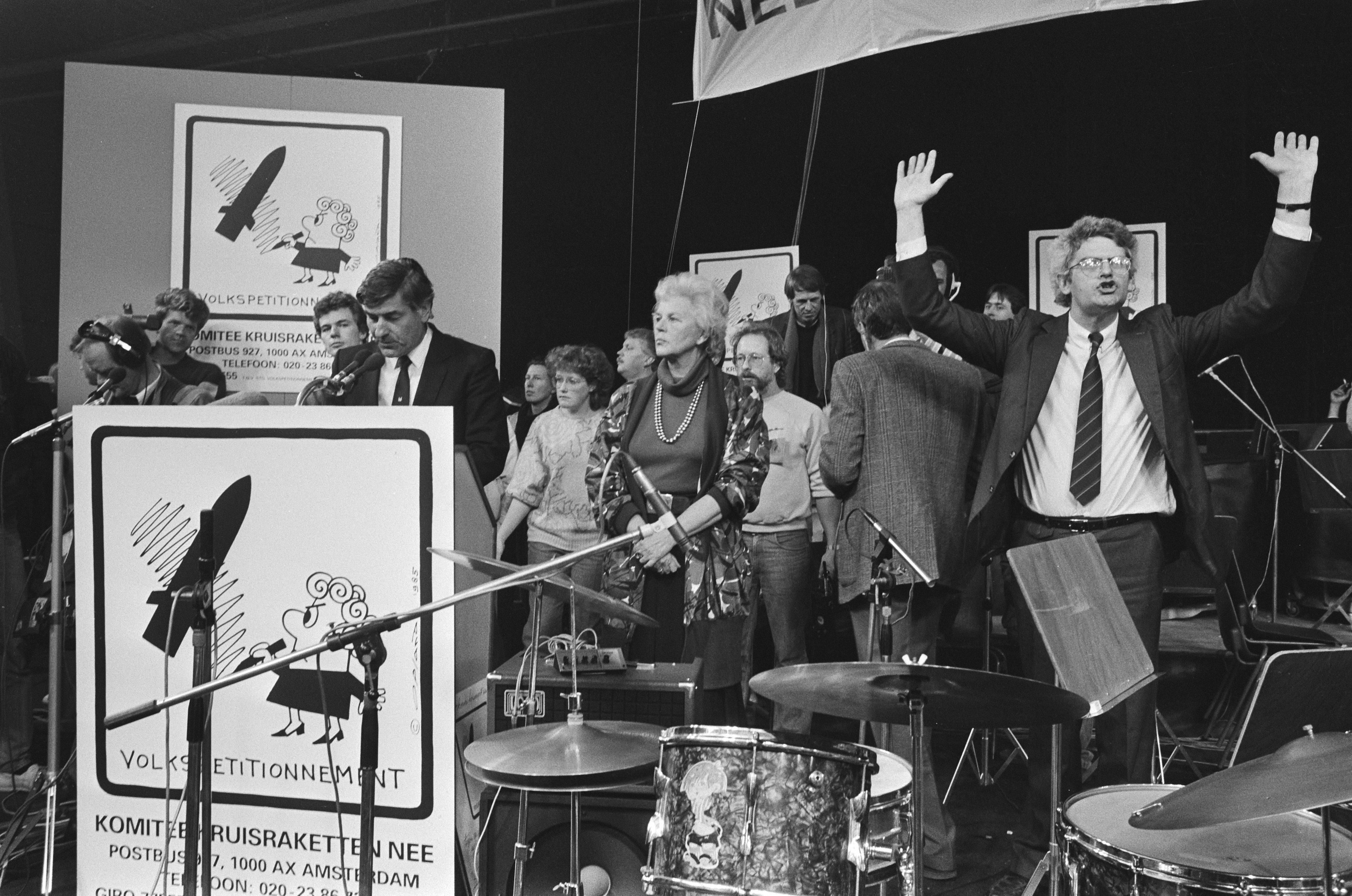
Anti-kernwapenbijeenkomst 1985 waar de tekening van Opland gebruikt werd

Opland had zelf geen hoge dunk van zijn invloed op de politiek. Politici die door hem afgebeeld werden konden er schijnbaar zelf het meest om lachen. Opland werd zelf hierdoor wel bekend. Bij zijn eerste uitgebrachte verzameling schreef de minister van Buitenlandse Zaken Luns, regelmatig het voorwerp van een tekening van Opland, het voorwoord. En bij de viering van zijn 25e jaar bij de Volkskrant voerde Harm van Riel (VVD) het woord:
"Griezelig vind ik u allerminst", zei hij tegen de jubilaris, "want ik zie u niet als een politieke kracht van betekenis. Wel bent u een van de grootste kunstenaars van het land."

## Overlijden
Op 19 juli 2001 overleed Opland aan botkanker. Hij was toen al enige tijd ziek geweest.
Illustratief voor de bekendheid en populariteit van Opland was de aandacht die besteed werd aan zijn overlijden. Vrijwel alle dagbladen besteedden hier aandacht aan. In de Volkskrant waren de halve voorpagina en de hele derde pagina aan hem gewijd. De Groene Amsterdammer gaf zelfs een aparte editie uit. Destijds werd gezegd dat toen Opland zich, bij de hemelpoort aangekomen, als Rob Wout voorstelde, Petrus hem zonder begrip aanstaarde en vervolgens opmerkte dat hij toch wel erg op Opland leek.

## Publicatie
- Geert Mak, Koos van Weringh, Francine Wout: De wereld (1947-2001) volgens Opland. Zwolle, Uitgeverij Waanders, 2004. ISBN 904009036X